# Rotsteißweber
Der Rotsteißweber (Malimbus scutatus) früher Schildweber ist eine bis zu 12 Zentimeter große Vogelart aus der Familie der Webervögel (Ploceidae), die nur in Westafrika vorkommt. 

## Aussehen
Die Vögel haben schwarzes Gefieder. Das Männchen hat eine rötliche Färbung an der Kopfoberseite, während diese beim Weibchen schwarz ist, eine weitere rötliche Stelle befindet sich im vorderen Teil an der Schwanzunterseite. Der Schnabel und die Beine sind silbern gefärbt.

## Verbreitung und Lebensraum
Der Rotsteißweber kommt in den Küstenwäldern Westafrikas von Sierra Leone bis Kamerun, aber auch in der Nähe menschlicher Siedlungen vor. 

## Lebensweise
Die geselligen Vögel leben in kleinen Gruppen zusammen und streifen auf der Suche nach Nahrung durch das Unterholz. Sie fressen vornehmlich Insekten, aber auch die Samen der Ölpalme.

## Fortpflanzung
Die kugelförmigen Nester mit einer langen Eingangsröhre, welche aus Blättern und Gräsern gebaut sind, hängen sie in den Kronen der Palmen dicht nebeneinander.  In diese legt das Weibchen 2 bis 4 Eier. Die Brutdauer beträgt 11 bis 17 Tage, danach verbleiben die Jungen noch 2 bis 3 Wochen im Nest.    

## Gefährdung
Da diese Art weit verbreitet ist und keinerlei Gefährdungsmerkmale bekannt sind, stuft die IUCN diese Art als (Least Concern) ungefährdet ein.